# Brombachtal
Brombachtal é um município da Alemanha, situado no distrito de Odenwaldkreis, no estado de Hesse. Tem 20,44 km² de área, e sua população em 2019 foi estimada em 3.466 habitantes.